# 王秀峰 (1970年)
王秀峰（1970年11月—），男，汉族，籍贯不详。中华人民共和国政治人物，中国共产党党员，高级会计师、高级工程师。现任天津市人民政府党组成员、副市长。

## 生平
本科就读于东北大学，获工业会计学士学位；后于清华大学获得高级管理人员工商管理硕士学位。

### 中冶系统
曾于中冶集团工作，任中国第二十二冶金建设公司总经理，中冶京唐建设有限公司董事长，中国冶金科工股份有限公司副总经理、副总裁等职。

### 招商局系统
后至招商局集团任职，历任招商局集团有限公司财务部干部；招商局华建公路投资有限公司财务总监。2016年8月起，出任招商局公路网络科技控股股份有限公司董事、总经理，2018年11月起任董事长。
2021年8月，调任招商局港口集团，任党委书记、副董事长、首席执行官。2023年4月，出任招商局集团有限公司副总经理，成为中管正厅级干部。

### 天津市
2025年5月，调任地方，升任天津市人民政府副市长，跻身副部级。